# Bring on the Dancing Horses
«Bring on the Dancing Horses»—пісня британського, пост-панк-гурту, Echo & the Bunnymen, яка була випущена, 14 листопада 1985, року, як окремий самостійний сингл, який входить в збірник, «Song to Learn & Sing». Пісня звучить у фільмі, «Дівчина в рожевому» 1986, року. Сингл досягнув, 21-ї позиції, в UK Singles Chart, і 15-тої позиції в Irish Singles Chart. У пісні присутні, такі жанри, звучання, як психоделічний рок, з елементами, нової хвилі, дрім-попу, в традиціях пост-панку.

## Учасники запису
- Іен Маккаллох—вокал
- Уїл Сарджент—гітара
- Лес Паттінсон—бас-гітара
- Піт де Фрейтас—ударні